# Scrobipalpa halymella
Scrobipalpa halymella is een vlinder uit de familie tastermotten (Gelechiidae). De wetenschappelijke naam is voor het eerst geldig gepubliceerd in 1864 door Millière.
De soort komt voor in Europa.